# Stuyvesant Farm

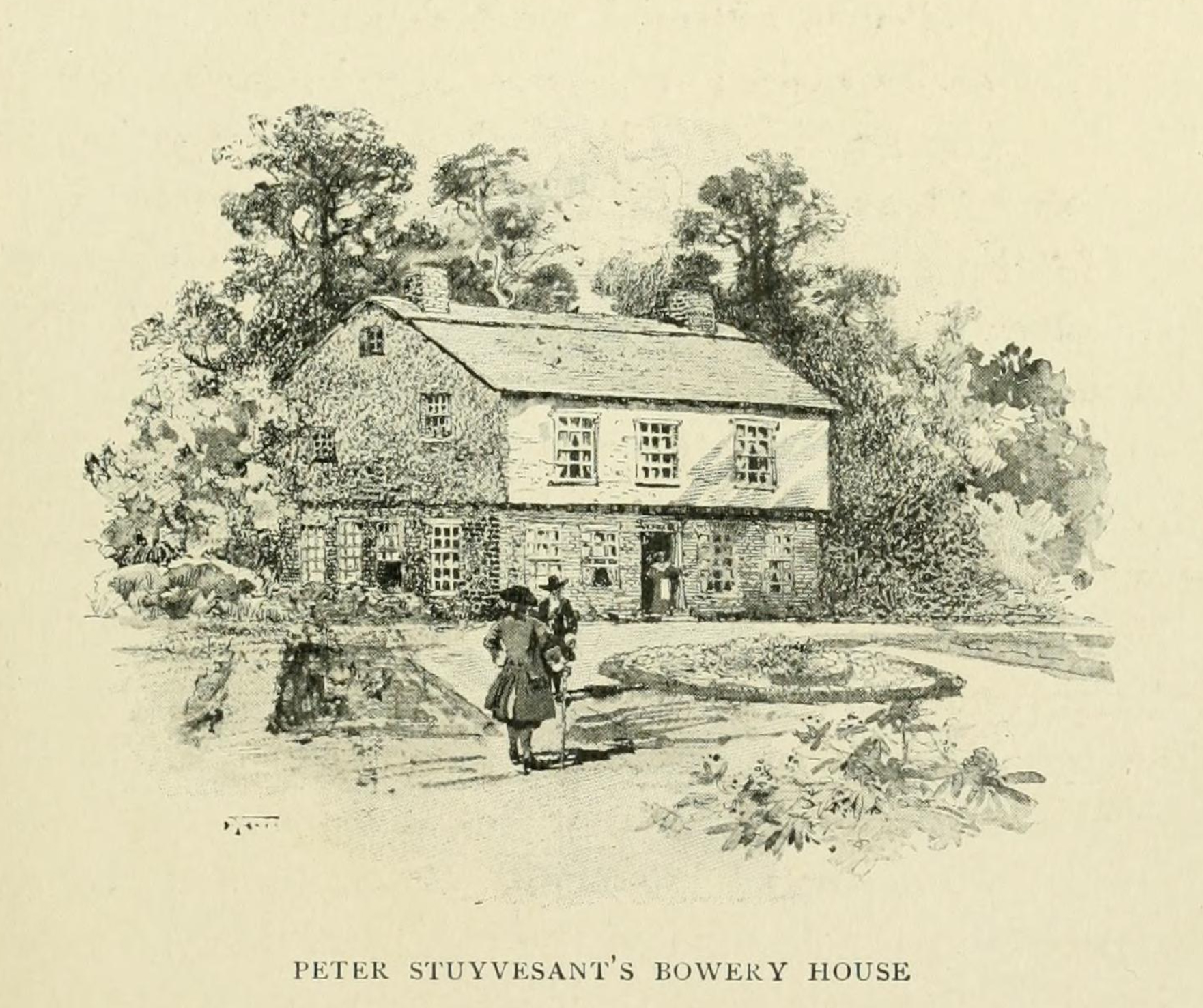
Casa de Peter Stuyvesant en el gran Bowery

La granja Stuyvesant (Stuyvesant Farm), también conocida como el Gran Bowery (Great Bowery), fue el predio de propiedad de Peter Stuyvesant, el último director general neerlandés de la colonia de los Nuevos Países Bajos así como de sus predecesores y luego sus descendientes. El terreno fue designado inicialmente como Bowery No. 1, el más grande y septentrional de los seis predios iniciales de la Compañía Neerlandesa de las Indias Occidentales en el norte de Nueva Ámsterdam, utilizadas como la residencia oficial y soporte económico para Willem Verhulst y todos los subsiguientes directores de la colonia. 
En 1651, mientras actuaba como director, Stuyvesant compró el predio a la compañía. El entregó la colonia a los ingleses en 1664 y se fue a Europa por tres años, regresando retirado a su granja en 1667. El terreno se mantuvo en la familia Stuyvesant por varias generaciones y dio nombre a varios lugares e instituciones. .

## Historia

### Antes de Stuyvesant
Antes de la Prior to colonización neerlandesa, el terreno donde se estableció la granja Stuyvesant estaba usado y habitado por nativos americanos. Los pueblos Wappinger y Lenape habitaban Manhattan y usaban el terreno como campo de caza en temporadas estableciend, también, algunos asentamientos permanentes. Las Provincias Unidas de los Países Bajos formaron la colonia de Nuevos Países Bajos a inicios del siglo XVII y Cryn Fredericks de la Compañía Neerlandesa de la Indias Occidentales estableció seis predios al norte de Nueva Ámsterdam para que fueran cultivados y mantuvieran a los oficiales comandantes de la colonia. La tierra que formó la granja Stuyvesant era parte de dos de esos predios, la totalidad del denominado Bowery No. 1 y parte del Bowery No. 2 (bowery es una anglicanización de la arcaica palabra en neerlandés para "granja", escrita bouwerie o bouwerij). Estos boweries fueron establecidos a lo largo de un antiguo camino nativo, parte del nororiental Great Trail y luego el Camino de correo a Boston, que sería conocido como el Bowery Lane en función de su destino final en el Gran Bowery.
En 1632, Wouter van Twiller tomó control del Bowery No. 1 cuando fue nombrado Director de los Nuevos Países Bajos. Durante su período realizó muchas mejoras a la granja, incluyendo la construcción de una casa, una cervecería y graneros. El principal producto de esta gran granja autosostenible se cree que fue el trigo en lugar de un cultivo financieramente rentable como el tabaco. El edificio que luego sería la mansión Stuyvesant era muy parecida a la estructura originalmente erigida por los carpinteros de la Compañía Neerlandesa de las Indias Occidentales en 1633. Van Twiller fue destituido en 1637 y cuando su reemplazante, Willem Kieft, llegó en 1638, encontró la colonia en desorden fuera del impresionante Bowery No.1. El Mapa Manatus de 1639 indica que sólo la mitad de las seis boweries de la compañía estaban en operación, refiriéndose a las 2 a la 6 como “cinco bouweries de la Compañía derruidas, que se mantienen ocioasas pero que hoy [en] 1639, 3 estan nuevamete ocupadas. ”

### Bajo Stuyvesant

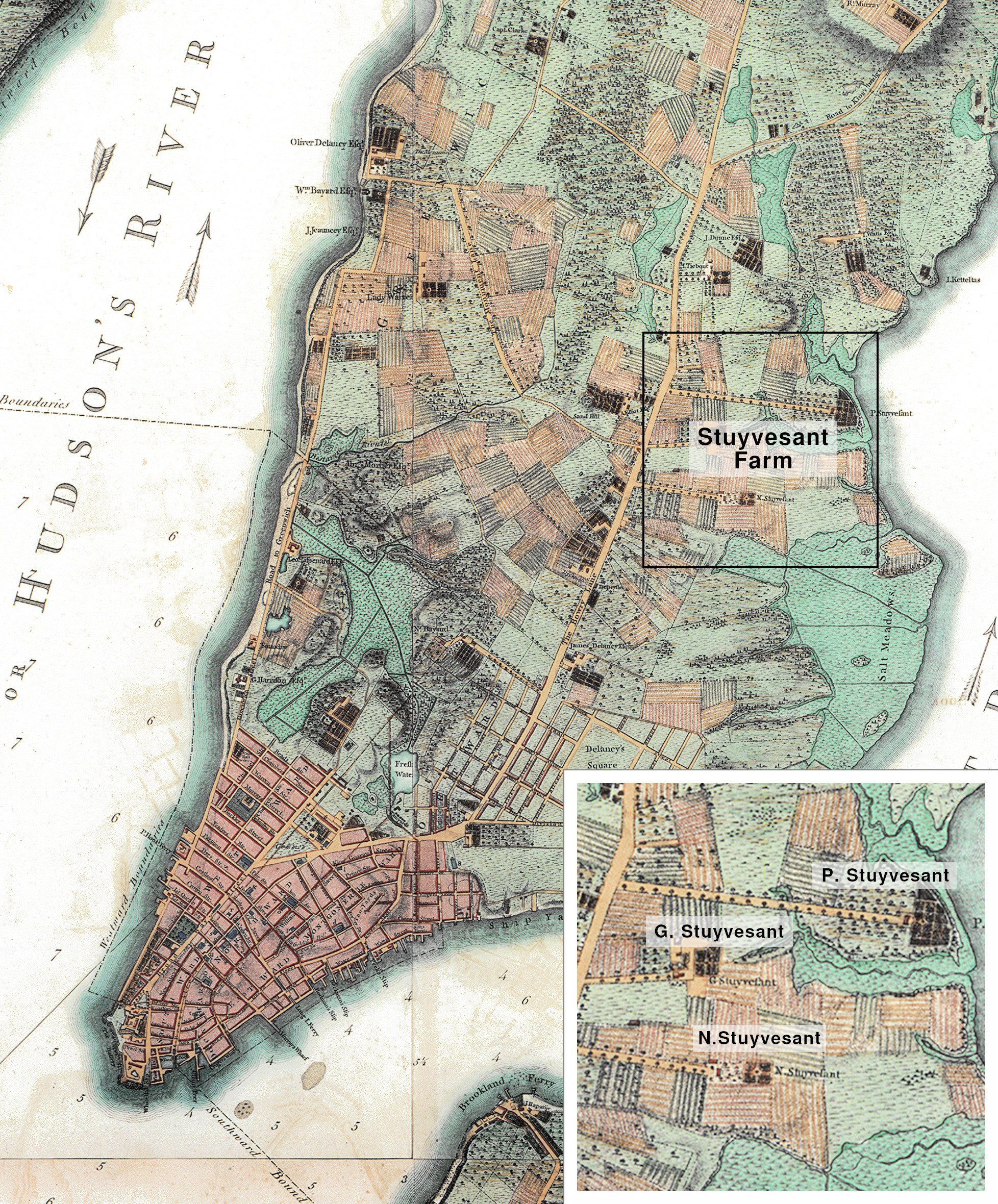
Inserto del mapa "The Plan of the City of New York in North America" hecho por el oficial militar británico Bernard Ratzer. La exploración se realizó entre los años 1766 y 1767 y el mapa fue impreso en 1770.

En 1645, Peter Stuyvesant fue seleccionado para reemplazar a Kieft como Director de los Nuevos Países Bajos, y asumió el mando en 1647. El 12 de marzo de 1651, los directores de la compañía en Ámsterdam autorizaron la venta de la granja con su casa, graneros, seis vacas, dos caballos y dos esclavos africanos por ƒ 6,400 a Stuyvesant, actuando a través de su agente Jan Jansen Damen. Para mediados del siglo XVII, un estimado de 40 personas fueron esclavos en la granja Stuyvesant. Stuyvesant fue el mayor propietario privado de esclavos en Manhattan y sólo la Compañía, de la que él era director, tenía más. Stuyvesant redujo las propiedades de africanos en la vecina Tierra de los Negros mediante la apropiación de algunas de ellas por su propia parte tanto a través de ventas como por decreto aunque la mayoría se mantuvieron intactas.
Cuando Inglaterra tomó control de los Nuevos Países Bajos en 1664, una delegación de doce hombres se reunieron en la granja Stuyvesant para negociar los Artículos de Rendición de Nuevos Países Bajos, y los documentos fueron luego firmados por Johannes de Decker en un barco inglés anclado en el puerto. Los términos fueron suficientemente generosos para que Stuyvesant mantuviera su propiedad y viviera el resto de su vida ahí, luego de un viaje de tres años de vuelta a los Países BAjos hasta la firma de la Paz de Breda.

### Después de Stuyvesant

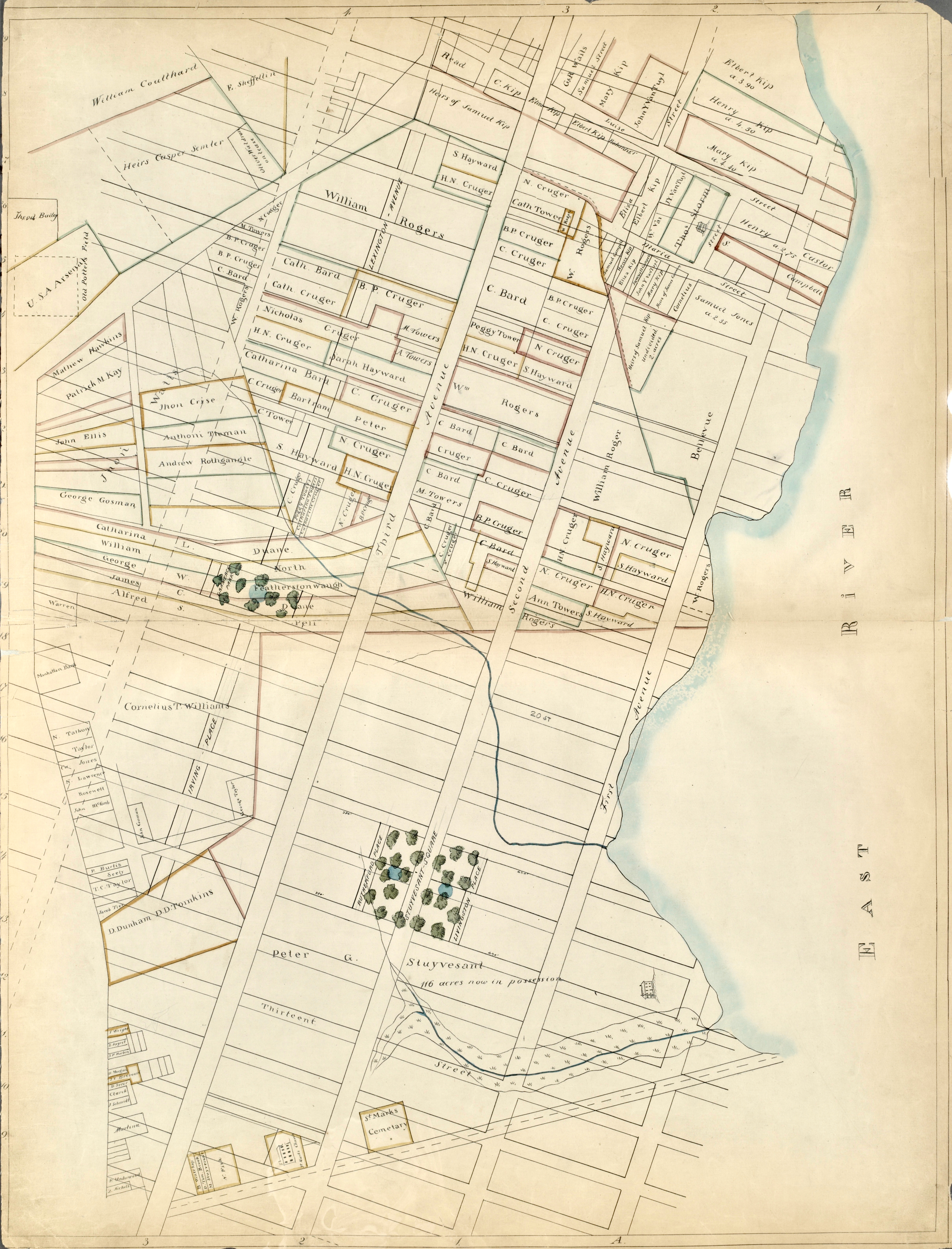
Mapa de Manhattan de Maps of Farms Commonly Called the Blue Book de Otto Sackersdorff, actualizado en 1868

La propiedad fue heredada por los descendientes de Peter Stuyvesant quienes la agrandaron a través de nuevas adquisiciones de terrenos colindantes. La familia continuó manteniendo esclavos hasta inicios del siglo XIX. El tamaño de la propiedad familiar fue decreciendo durante el siglo XIX a medida que se fueron vendiendo terrenos tanto comercialmente como a instituciones locales por un precio nominal. El predio que ocupaba la granja hoy cubre lo que es el East Village y Stuyvesant Town.

## Timeline
- 1625 Se establecieron seis Bouweries de la Compañía, Willem Verhulst controla la Bouwerie No. 1[3]
- 1626 Peter Minuit controla la Bouwerie No. 1[13]
- 1632 Sebastiaen Jansen Krol controla la Bouwerie No. 1[13]
- 1633 Wouter van Twiller controla la Bouwerie No. 1[13]
- 1638 Willem Kieft controla la Bouwerie No. 1, y lo arrienda a Van Twiller[13]
- 1647 Peter Stuyvesant controla la Bouwerie No. 1. Planta el peral original.[4]
- 1651 Peter Stuyvesant compra la propiedad[2][5]
- 1660 Se construya la capilla de la familia Stuyvesant[2]
- 1664 Los neerlandeses negocian su rendición en la mansión de la Bouwerie, Peter Stuyvesant parte[8]
- 1667 Peter Stuyvesant regresa y se retira a la granja[8]
- 1778 La mansión de la Bouweriese incendia y se destruye[14]
- 1787 Se abre la calle Stuyvesant[15]
- 1793, 1795–1799 Se vende el terreno donde está construida la capilla de la familia Stuyvesant, se construye la iglesia de St. Mark's Church in-the-Bowery [16]
- 1811 El Plan de los Comisionados de 1811 tiende calles en todo Manhattan al norte de la Calle Houston hasta la Calle 155 incluyendo los terrenos que formaron parte de la granja Stuyvesant Farm[17]
- 1829, 1834 Peter Gerard Stuyvesant vende los Stuyvesant Meadows, se convierte en terreno para el Tompkins Square Park[18]
- 1836 Peter Gerard Stuyvesant vende terrenos para la Stuyvesant Square[19]
- 1847 Se construye la verja de Stuyvesant Square[20]
- 1867 Se destruye el peral original[21]
- 1969, 1974 Se declara el Distrito Histórico St. Mark's por la Comisión para la Preservación de Monumentos Históricos de Nueva York y es añadida al Registro Nacional de Lugares Históricos[22]
- 2003 Se planta un nuevo peral[21]

## Sitios relevantes
Stuyvesant Square y Tompkins Square Park se encuentran ambas dentro de los límites de lo que fue la granja Stuyvesant.

### Residencias
La mansión de la Bouwerie fue una casa solariega originalmente construida, tal vez, para Van Twiller, que se convirtió en la propiedad personal de Stuyvesant y luego de su familia hasta que fue quemada el 24 de octubre de 1778. Un asentamiento informal, conocido como Stuyvesant Village o Bowery Village, creció junto a la casa en su lado oeste. La mansión de la Bouwerie debe distinguirse de la mansión del gobernador en Whitehall Street.
Otras residencias de miembros de la familia Stuyvesant en el área incluyen "Petersfield", una nueva "mansión de la Bowery", el 44 de Stuyvesant Street, la Casa Hamilton Fish, y el 19 Gramercy Park South.

### Cuerpos de agua
El predio incluía un humedal conocido como Stuyvesant Meadows, parte del cual fue luego llenado y convertido en el Tompkins Square Park. Dos riachuelos, notables por su población de anguilas, pasaban por el humedal, Stuyvesant Creek y otro llamado luego Ninth Street Creek. Stuyvesant Creek también pasaba por la mansión de la Bouwerie y fue utilizado en invierno para patinar sobre hielo. Los riachuelos desembocaban en el río Este en Stuyvesant Cove, entre Kip's Bay y Corlears Hook.

### Elperalde Stuyvesant

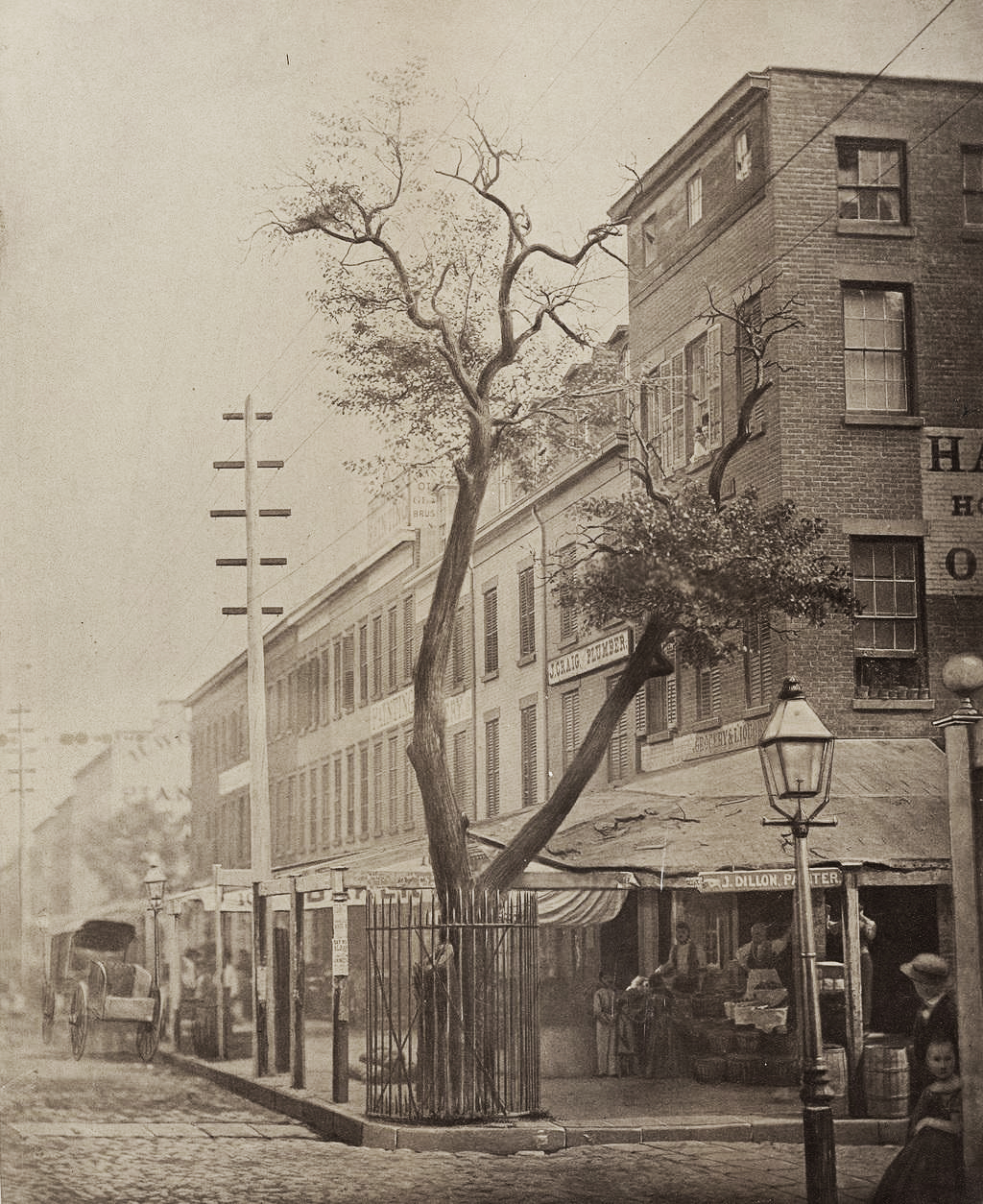
Peral de Stuyvesant

En 1647, Stuyvesant trajo un peral de los Países Bajos y lo plantó en su granja. Ese lugar luego sería la esquina de la calle 13 con la Tercera Avenida hasta, doscientos años después, en 1867 con la ciudad de Nueva York creciendo alrededor suyo. La grilla de calles de 1811 cubrió casi toda la granja pero dejó libre al Peral de Stuyvesant. El árbol se mantuvo hasta la apertura de Kiehl's Pharmacy en esa misma esquina en 1851. En febrero del 1867 el Peral fue destruido en un choque de vagones después de haber sido debilitado por una fuerte tormenta invernal.
Una placa marca el lugar del árbol de Stuyvesant en la esquina de la calle 13 y la Tercera Avenida. En este vecindario, aún se plantan perales para conmemoral al árbol original plantado por Stuyvesant. Un descendiente de Stuyvesant regaló un pedazo en forma de cruz del tronco original a la New-York Historical Society. Kiehl's planto un nuevo peral en el mismo lugar del original en el 2003.

### Nombres modernos
- El Bowery[37]
- St. Mark's Church in-the-Bowery[28]
- Stuyvesant Street[28]
- Stuyvesant Square[28]
- Stuyvesant Town–Peter Cooper Village[38]
- Stuyvesant Cove Park[39]
- Stuyvesant High School (edificio original)[40]